# Viswanathan Anand
Viswanathan Anand (விஸ்வநாதன் ஆனந்த்; Chennai, 11 dicembre 1969) è uno scacchista indiano.
Grande Maestro dal 1987, è stato campione del mondo FIDE dal 2000 al 2002, e campione del mondo assoluto dal 30 settembre 2007 al 22 novembre 2013. Ha partecipato complessivamente a sette finali del campionato del mondo, di cui sei consecutive, aggiudicandosi per cinque volte il titolo. Anand ha vinto il prestigioso Oscar degli scacchi ben sei volte: 1997, 1998, 2003, 2004, 2007 e 2008. Dal 2022 è vice-presidente della FIDE.

## Carriera

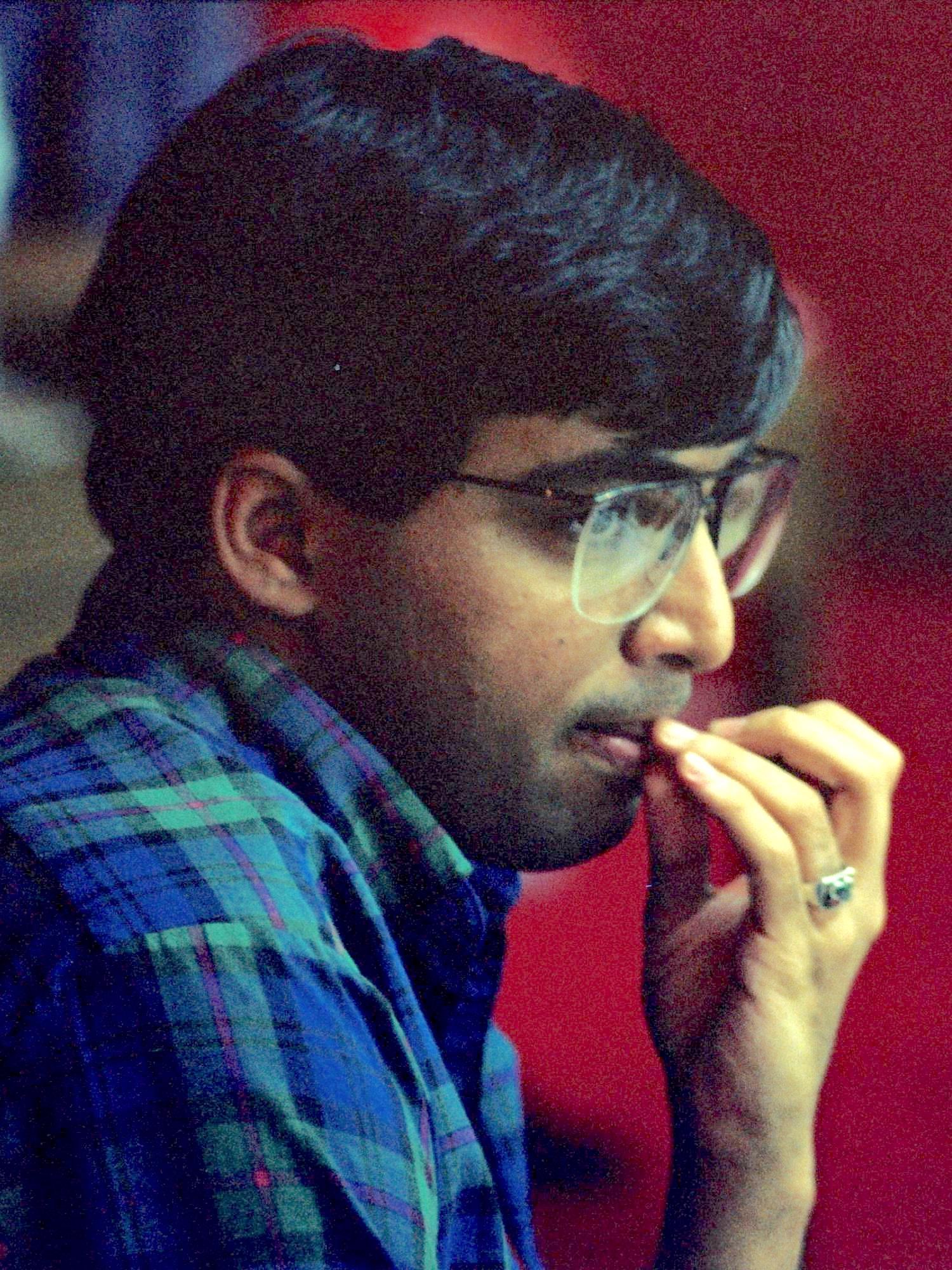
Durante le Olimpiadi degli scacchi del 1992 a Manila

L'ascesa di Anand nel mondo scacchistico indiano è stata folgorante. Il successo a livello nazionale è arrivato presto quando vinse il campionato nazionale juniores con un punteggio di 9/9 nel 1983 all'età di quattordici anni. Nel 1984 vinse il campionato asiatico juniores a Coimbatore. Fu il più giovane indiano a ottenere il titolo di Maestro Internazionale nel 1985, a quindici anni, vincendo nuovamente il campionato asiatico juniores, tenutosi quell'anno a Hong Kong. A sedici diventò campione nazionale e vinse questo titolo altre due volte. Giocava le sue partite molto rapidamente, guadagnandosi il soprannome di lightning kid (letteralmente "ragazzino lampo"). Nel 1987, divenne il primo indiano a vincere il Campionato del mondo juniores di scacchi. L'anno seguente diventò il primo Grande Maestro indiano.
"Vishy", come spesso viene chiamato, si affermò ai più alti livelli della scena scacchistica internazionale negli anni novanta, vincendo tornei prestigiosi quali il 34º torneo di Capodanno di Reggio Emilia nel 1991, davanti a Garri Kasparov e Anatolij Karpov, che erano allora all'apice della forma. Giocare ad un così alto livello non lo fece rallentare, e continuò a giocare le partite ad una notevole velocità.
Anand si qualificò per la finale del Campionato del mondo di scacchi della PCA vincendo il match dei candidati contro Michael Adams e Gata Kamskij. Nel 1995, giocò la finale contro Kasparov, al World Trade Center di New York. Dopo una serie di otto pareggi nella prima fase dell'incontro (un record per la prima fase di un match di campionato del mondo), Anand vinse la nona partita ma in seguito perse quattro delle cinque seguenti partite. Perse il match per 10,5 a 7,5.
Anand giocò numerosi tornei di scacchi avanzati, dopo che Garry Kasparov introdusse questa variante nel 1998. Anand vinse consecutivamente tre tornei di scacchi avanzati a León in Spagna, ed è largamente riconosciuto come il miglior giocatore della disciplina.
Con la nazionale indiana ha partecipato dal 1984 al 2006 a 7 olimpiadi, vincendo la Medaglia d'argento per la seconda miglior prestazione assoluta a Calvia 2004, in totale ha giocato 78 partite, 32 vinte, 39 patte e 7 sconfitte.
Nella lista FIDE di marzo 2011 ha raggiunto il suo record personale con un punteggio Elo di 2817 punti, dato che lo ha collocato al primo posto nella classifica mondiale.

### Campione del mondo di scacchi

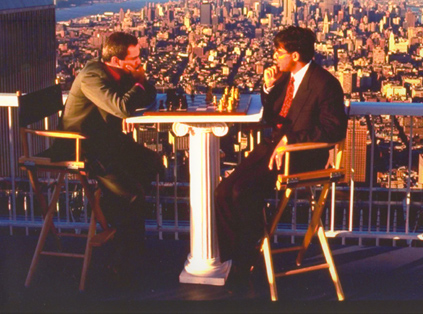
Un momento del Campionato del mondo di scacchi PCA 1995 contro Garry Kasparov

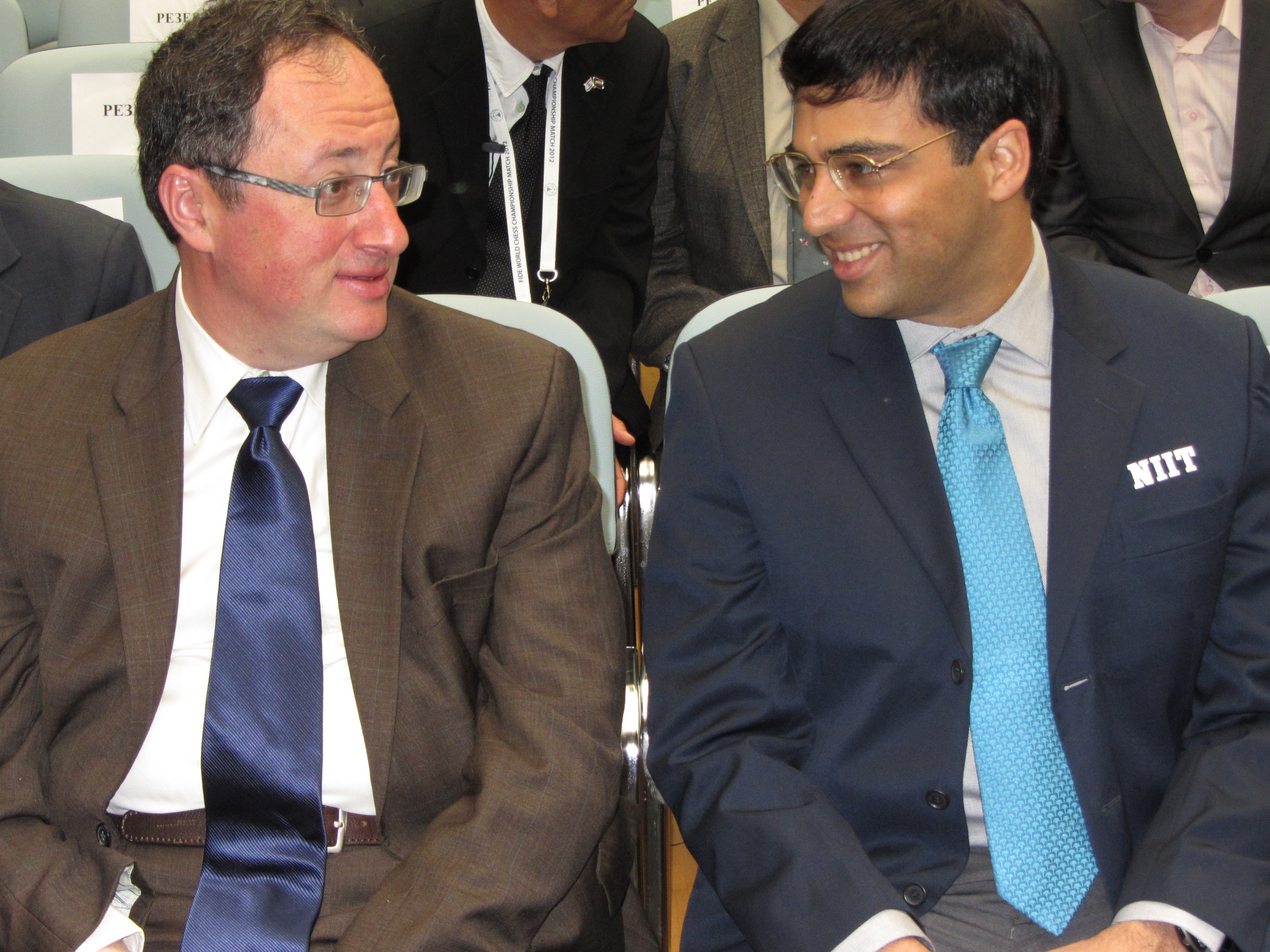
Assieme a Boris Gelfand durante il Campionato del mondo di scacchi 2012

Dopo diversi tentativi, Anand vinse finalmente il Campionato del mondo FIDE nel 2000, battendo Aleksej Širov con il punteggio di 3 ½ a ½ nella finale giocata a Teheran, diventando il primo indiano a vincere questo titolo.
Nel gennaio 2000, vince a Varsavia il Campionato del mondo di scacchi lampo.
Nell'ottobre 2003, la FIDE organizzò un torneo con cadenza rapida a Cap d'Agde in Francia e lo etichettò come "Campionato del mondo di scacchi rapidi". Con questa cadenza ogni giocatore dispone di 25 minuti all'inizio della partita, con un incremento di 10 secondi dopo ogni mossa. Anand vinse questo evento imponendosi davanti a dieci degli altri migliori dodici giocatori di scacchi al mondo, essendo Kasparov l'unico assente.
Nel settembre 2007 Anand ha vinto a Città del Messico un torneo a sei giocatori valido per il titolo mondiale, subentrando a Vladimir Kramnik come campione del mondo dopo la riunificazione del titolo avvenuta nel 2006 con il match di Kramnik contro Veselin Topalov.
Nello stesso anno gli è stato assegnato il Padma Vibhushan, la seconda più alta onorificenza civile indiana.
Nell'ottobre 2008, a Bonn, Anand ha battuto Kramnik in un match valido per il titolo mondiale col risultato di 6 ½ a 4 ½ (+3 –1 =7), confermandosi campione del mondo.
Nel maggio 2010 ha sconfitto a Sofia per 6 ½ a 5 ½ lo sfidante Veselin Topalov, riconfermandosi nuovamente campione.
Nel maggio 2012 ha sconfitto a Mosca lo sfidante Boris Gelfand per 8,5 a 7,5, dopo una serie di 12 partite a tempo lungo terminata in parità e una serie di 4 partite di gioco rapido terminata 2,5 a 1,5, difendendo ancora una volta il titolo di campione del mondo.
Nel febbraio 2013 ha vinto a Karlsruhe/Baden-Baden il Grenke Chess Classic con 6 punti e 1/2 davanti a Fabiano Caruana (6).

### Le due sfide Mondiali contro Carlsen

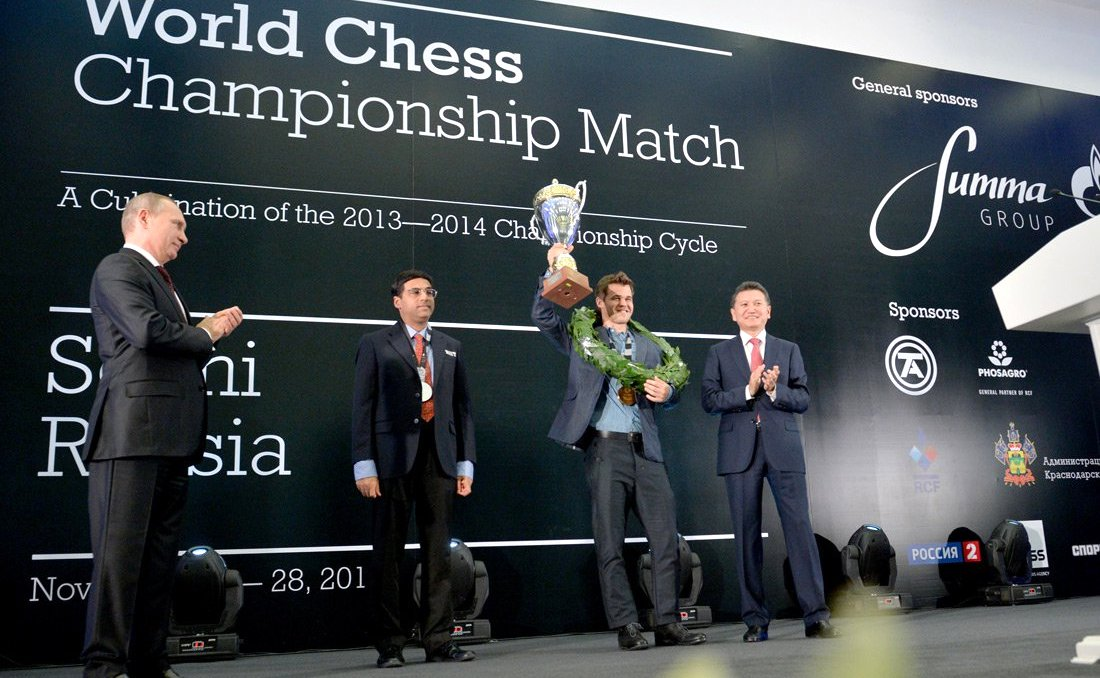
Premiazione del Campionato del mondo di scacchi 2014: oltre ad Anand e Magnus Carlsen riconoscibili il Presidente della FIDE Kirsan Ilyumzhinov e quello della Russia Vladimir Putin

In novembre 2013 si è svolto a Chennai, sua città natale, il match di campionato del mondo contro lo sfidante Magnus Carlsen. Iniziato il 9 novembre e previsto al meglio delle dodici partite, si è concluso il 22 novembre dopo la decima partita, con il punteggio di 6 ½ a 3 ½ a favore di Carlsen (+3 =7 –0), che è così diventato il nuovo campione.
Dopo aver vinto nel marzo 2014 il torneo dei candidati, in novembre ha disputato da sfidante il campionato del mondo che si è svolto a Soči, in Russia, dall'8 al 23 novembre, ed è stato sconfitto da Magnus Carlsen 6,5-4,5. Nello stesso anno in settembre vince a Bilbao le Chess Master Final e in dicembre vince il 6º London Chess Classic.

### Anni recenti
Nel marzo 2016 ha disputato a Mosca il torneo dei Candidati al Campionato del mondo di scacchi 2016 piazzandosi al 3º posto. In novembre vince a Saint Louis (Missouri) il Champions Showdown, superando Hikaru Nakamura, Fabiano Caruana e Veselin Topalov.
Nel maggio 2017 vince il Campionato tedesco a squadre con il OSG Baden-Baden. In dicembre vince a Riyadh il Campionato del mondo di scacchi rapidi battendo negli spareggi il russo Vladimir Vasil'evič Fedoseev e giunge 3º nel Campionato del mondo lampo.
Nel marzo 2018 vince la sezione Rapid del Tal Memorial con 6 su 9.
In maggio vince ancora il Campionato tedesco a squadre con il OSG Baden-Baden.
In novembre vince a Calcutta il torneo Tata Steel India - blitz, sconfiggendo negli spareggi finali Hikaru Nakamura.

## Opere
La collezione delle sue partite, My Best Games of Chess, è stata pubblicata nel 1998 e aggiornata nel 2001.

## Vita privata
Sposato con Aruna Anand, dopo 14 anni di matrimonio in aprile 2011 è nato il loro primo figlio, un maschio cui è stato dato il nome di Akhill.

## Titoli scacchistici

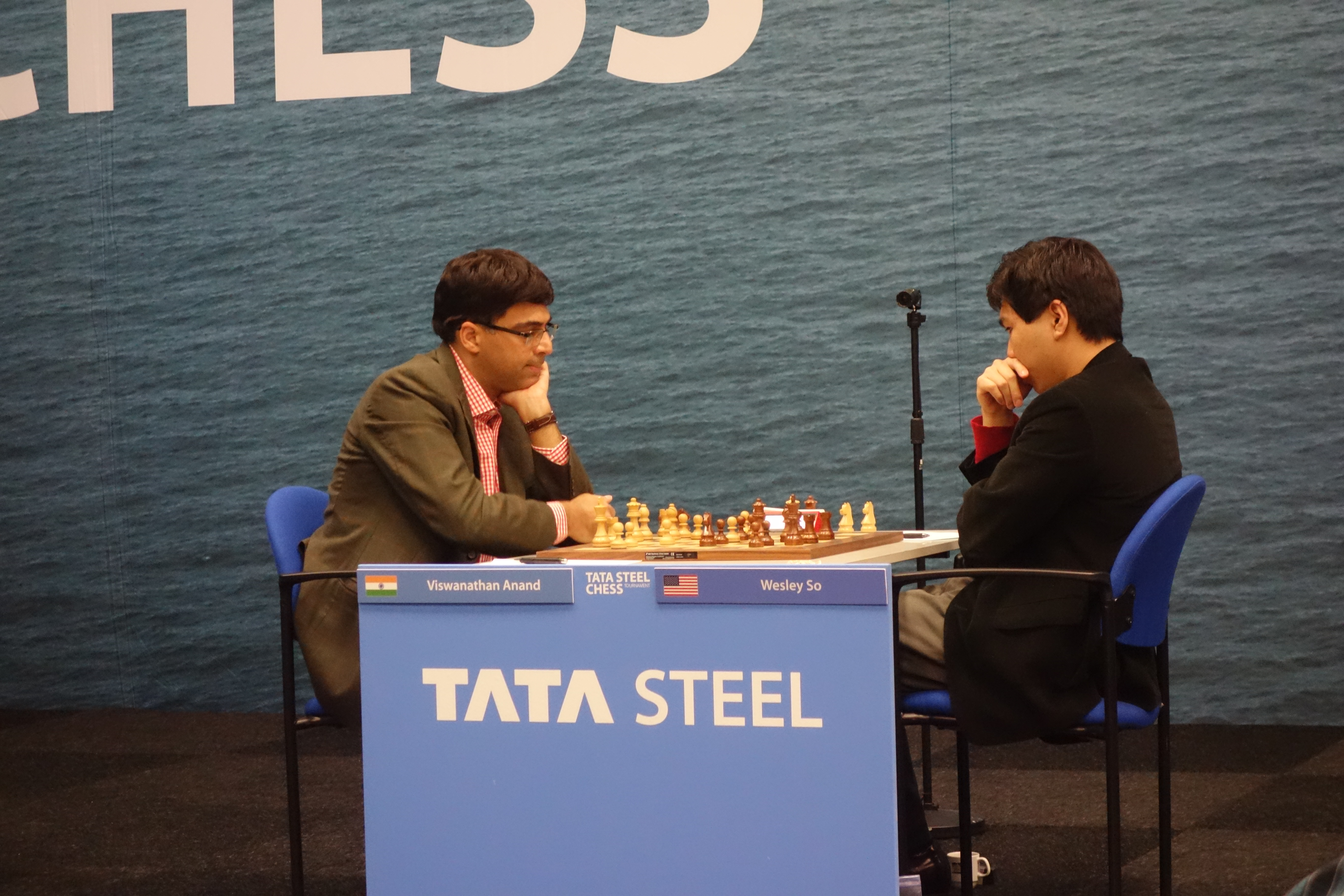
Nel 2018 al Torneo di scacchi di Wijk aan Zee mentre affronta Wesley So

- 1983:  Campione nazionale indiano juniores - a 14 anni
- 1984:  Campione asiatico juniores
- 1985:  Campione asiatico juniores, Maestro Internazionale - a 15 anni
- 1986:  Campione nazionale indiano - a 16 anni
- 1987:  Campione mondiale juniores, campione nazionale indiano
- 1988:  Campione nazionale indiano, Grande maestro
- 2000:  Vincitore della Coppa del Mondo di scacchi 2000
- 2000:  Campione del mondo FIDE
- 2002:  Vincitore della Coppa del Mondo di scacchi 2002
- 2003:  Campione del mondo FIDE di scacchi rapidi
- 2007:  Campione del mondo assoluto
- 2008:  Campione del mondo assoluto
- 2010:  Campione del mondo assoluto
- 2012:  Campione del mondo assoluto
- 2017:  Campione del mondo rapid

## Riconoscimenti
Anand è stato insignito di diversi riconoscimenti:
- Arjuna Award come sportivo indiano eccezionale nel 1985
- Padmashree, National Citizens Award e Soviet Land Nehru Award nel 1987
- Rajiv Gandhi Khel Ratna Award, la più alta onorificenza sportiva indiana, nel 1992
- British Chess Federation 'Book of the Year' Award nel 1998 per il suo libro My Best Games of Chess
- Oscar degli Scacchi (1997, 1998, 2003, 2004, 2007 e 2008)
- Sportivo indiano dell'anno 2012[20]